# Valdagno
Valdagno (Valdagno in veneto) è un comune italiano di 25 820 abitanti della provincia di Vicenza in Veneto. Ha una superficie territoriale di 50,20 km² con un'altimetria che varia dai 214 m s.l.m. ai 1340 m s.l.m.
Nel comune è nata la fabbrica tessile Marzotto e aveva sede la catena alberghiera italiana dei Jolly Hotels.

## Geografia fisica
Valdagno si estende intorno al torrente Agno da cui deriva il suo nome. Il suo territorio si espande lungo la valle omonima, protendendosi nelle colline circostanti; le Piccole Dolomiti e gli Alti Lessini. La presenza dell'Agno influenzò sia le origini che lo sviluppo della città, fornì acqua agli abitanti, incrementando le attività industriali, soprattutto nel settore tessile. La valle dell'Agno è orientata da ovest a est e questo induce la penetrazione di venti e correnti d'aria dal mare adriatico con conseguenze sul clima.
Il territorio comunale è attraversato dalla SP. 246 che collega il comune a Nord con Recoaro Terme e a Sud con Cornedo Vicentino.
Il centro storico è visto come una struttura di riferimento per tutto l'insediamento urbano.

### Il sistema idrografico
La maggior parte dei corsi d'acqua, creatisi in corrispondenza di zone particolarmente pendenti, aumenta solo nei periodi più piovosi. L'alveo di questi ruscelli è costituito il più delle volte da grossi massi di origine basaltica; le rive presentano molte piante e arbusti, con la funzione di trattenere il terreno. Alcuni ruscelli scorrono in fondo a vallate molto strette, come la Valle del Boia o nella zona a sud di Cerealto. Il più importante è il torrente Agno che da Recoaro a Valdagno contiene le acque fra sponde naturali e artificiali ricevendo una ventina di affluenti. La presenza dell'Agno, che divide l'abitato, costituisce una straordinaria risorsa insieme alle aree vicine, un esemplare valore ambientale per la città.

### Il bosco
Il bosco era, in passato, curato e utilizzato per il legname e fogliame destinato alla lettiera degli animali, oggi si presenta come un intricato groviglio di rovi, di vitalba, di sanguinella e di sambuco. È costituito da una maggioranza di latifoglie dove prevalgono il carpino nero e bianco, l'acero campestre e montano, il castagno e, nelle stazioni più umide, il frassino maggiore.

### Colture agrarie
Un tempo la zona collinare era un bacino agricolo in cui predominava la coltivazione della vite e del mais.

## Origini del nome
Il toponimo è una contrazione di "valle dell'Agno". Secondo lo storico Giovanni Mantese, deriverebbe dal latino Vallis Alnei ossia "valle dell'ontano". Tuttavia secondo alcuni deriverebbe da Amnis ("fiume"), per altri ancora da Agnus ("agnello").

## Storia

### Periodo prima del XX secolo
Valdagno è nominata per la prima volta in un documento del 1179 relativo alla chiesa di San Quirico. Il nome deriva dal torrente Agno che la attraversa.
Poche sono le tracce preistoriche e romane nel territorio di Valdagno, per cui si è sempre pensato che la zona non fosse abitata prima dell'anno Mille, perché selvaggia, inospitale e periodicamente sommersa dalle acque non regolamentate del torrente. Era solamente una zona di passaggio per le miniere del monte Civillina o per Trento.
Secondo una recente ipotesi, Valdagno come il resto della valle, durante l'Età del Ferro(VI- II a.C.) era abitata stabilmente da una popolazione di origine celtica, esattamente di Galli Cenomani, che avevano la loro “capitale” a Trissino.
Fin dal XII secolo Valdagno fu feudo della famiglia Trissino (famiglia di origine tedesca), che vi costruì due castelli, uno sulla collina sovrastante il centro storico, l'altro sul colle di Panisacco: il primo venne completamente distrutto, del secondo rimane traccia nell'attuale santuario di Santa Maria, ristrutturato più volte nel corso dei secoli; in origine era l'antica cappella eretta nel 1212.
Valdagno divenne comune nel 1291 e dopo la dominazione prima scaligera e poi viscontea entrò a far parte nel 1404 della Repubblica di Venezia. In quest'epoca inizia un periodo di florido sviluppo artigianale (lavorazione del ferro e della lana), che contribuì a consolidare la sua fragile economia legata all'attività agro-silvo-pastorale. Nel 1700 sorgono i primi opifici per la lavorazione della lana e della seta. Dopo la caduta della Repubblica, avviene l'aggregazione all'Impero austro-ungarico e nel 1866 al Regno d'Italia.
La famiglia Marzotto avvia nel 1836 l'industria della lana, portandola da livelli artigianali alle dimensioni di una moderna e grande impresa, riuscendo ad acquisire anche grandi società come Valentino S.p.A. Difatti dopo l’acquisizione il gruppo Marzotto decise di dedicare la sede più grande a questo marchio. Quest’ultima è tuttora la sede più grande dell’azienda Valentino S.p.A.
 Da ricordare in particolare l'opera di Gaetano Marzotto (1894-1972) che, oltre all'attività industriale, promosse vari interventi sul settore sociale (abitazione per gli operai, impianti sportivi e ricreativi, lo "Stadio dei Fiori" dove ha giocato il Marzotto in Serie B, l'asilo per l'infanzia, una casa di riposo per anziani, scuole), interventi ispirati a criteri sia sotto il profilo architettonico che funzionale.

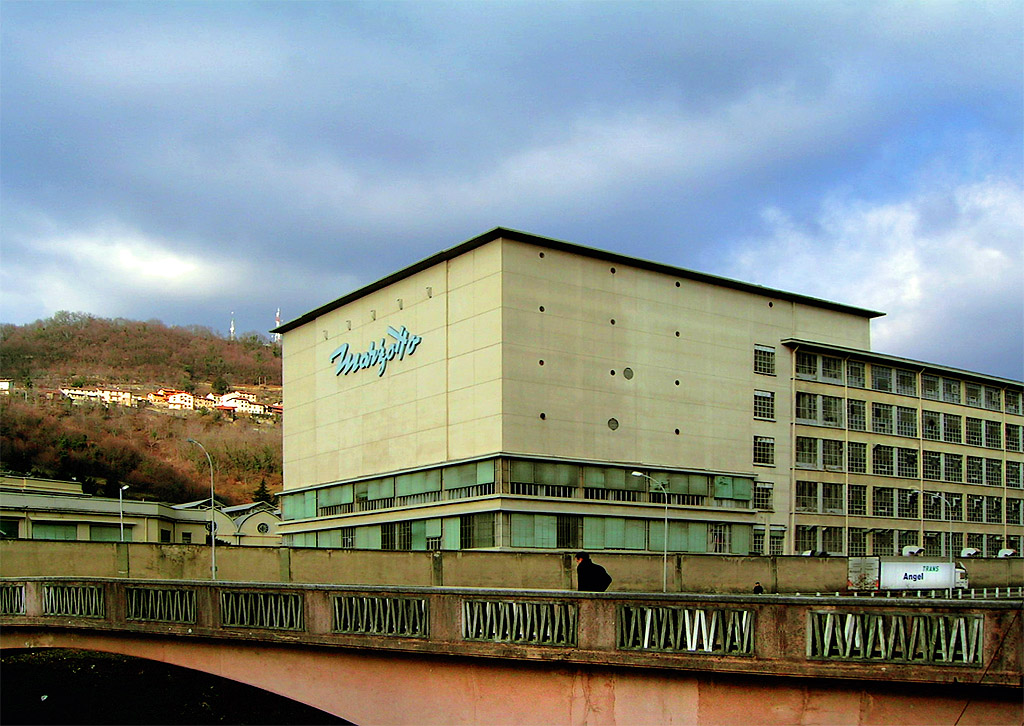
La fabbrica Marzotto

### XX secolo
Valdagno è tra le Città decorate al Valor Militare per la Guerra di Liberazione perché è stato insignito della Medaglia d'Argento al Valor Militare per i sacrifici delle sue popolazioni e per la sua attività nella lotta partigiana durante la seconda guerra mondiale, un esempio è l'uccisione dei sette partigiani avvenuta il 3 luglio 1944.
Dopo i tragici eventi della seconda guerra mondiale la zona ha registrato significativo sviluppo economico e sociale, soprattutto nella metà degli anni sessanta del 1900. Il contesto ambientale naturale, la nuova viabilità di collegamento verso est (traforo con Schio) e verso sud (circonvallazione di Cornedo Vicentino e strada destra Agno) hanno creato le premesse per un nuovo rilancio della zona, sia dal punto di vista abitativo sia da quello di insediamento di attività produttive ad alto contenuto tecnologico e del terziario avanzato.

### Simboli

Gonfalone di Valdagno

Stemma di Valdagno

#### Stemma
Lo stemma di Valdagno è composto da un agnello bianco, attraversante il torrente Agno con ai lati le due vallate, su uno sfondo azzurro. L'agnello tiene nella zampa un'asta, terminate a croce, banderuolata con la scritta latina "Pax", il cui significato è pace, armonia.
Lo stemma è circondato da due rami: uno di quercia, che simboleggia la durata nel tempo, la vita lunga, la prosperità, dignità, maestosità e soprattutto la forza. L'altro, di alloro, simboleggia la gloria e la vittoria. Lo stemma è cimato da una corona muraria del rango di città.

#### Gonfalone
Il gonfalone della città di Valdagno è costituito da un drappo di velluto diviso a metà orizzontalmente nei colori bianco e azzurro, riccamente ornato di ricami dorati, su cui è riprodotto nel mezzo lo stemma comunale, posto sotto la denominazione dorata dell'ente; il gonfalone è ornato dalla cravatta e dal fiocco dai colori nazionali italiani.
Lo stemma e il gonfalone sono stati concessi dal presidente della Repubblica alla città di Valdagno con proprio decreto in data 29 marzo 1995.

### Onorificenze
Valdagno è tra le città decorate al valor militare per la guerra di liberazione, insignita il 13 febbraio 1990 della medaglia d'argento al valor militare per i sacrifici delle sue popolazioni e per l'attività nella lotta partigiana durante la seconda guerra mondiale:

## Monumenti e luoghi d'interesse

### Il centro storico
Gran parte della sistemazione urbanistica della città risale al Settecento, nel periodo della Repubblica di Venezia.
Entrando in Valdagno imboccando viale Regina Margherita, andando verso il centro storico si incontra l'ex convento di Santa Maria delle Grazie, antico complesso risalente al Cinquecento. A pochi passi dall'ex convento si incontra Villa Valle, Orsini-Marzotto ora Centro Culturale Comunale "Gaetano Marzotto", che ospita la Biblioteca Civica e la Galleria Civica d'Arte Moderna. Per valore artistico è la villa più importante di Valdagno. Il salone d'onore è un ampio spazio passante dall'una all'altra parte della villa, secondo lo schema della villa veneta; la sua altezza è equivalente a quella di due piani e risulta illuminato da dodici aperture. Il salone è arricchito da quattro porte, con frontoni triangolari sui quali si adagiano due figure scolpite a tutto tondo che rappresentano le stagioni e i quattro elementi vitali: la terra, il fuoco, l'acqua e l'aria. Nei due lati brevi del salone d'onore corrono in alto due ballatoi in legno, che collegano le due ali al primo piano della villa.
Nelle vicinanze di Villa Valle si trovano:
- Villa Gajanigo Barbieri, bella costruzione dalla facciata neoclassica, visibile al di là di una cancellata in ferro, fu progettata sul finire del Settecento dall'architetto vicentino Carlo Barrera.
- Villa Zanuso, ora Fontanari, esempio di architettura della seconda metà dell'Ottocento. A lato della villa sorge un edificio che ospitava una delle tante filande di seta operanti nel valdagnese sino agli inizi del Novecento. Sul finire dell'Ottocento in tutto il territorio ce n'erano ben diciotto. Caratteristica la torretta a pianta circolare costruita con sassi a vista bianchi e neri, che si innalza attorcigliata da un'esile scala esterna.

#### Duomo
Sulla piazza omonima si affaccia il Duomo di San Clemente (XVIII secolo), nella parete di fondo della Sacrestia è murata la grande Ancona di San Clemente, polittico in pietra dipinta che reca la data "1445". Il Duomo ospita anche 9 pregiate Campane alla veronese in tono di do3.

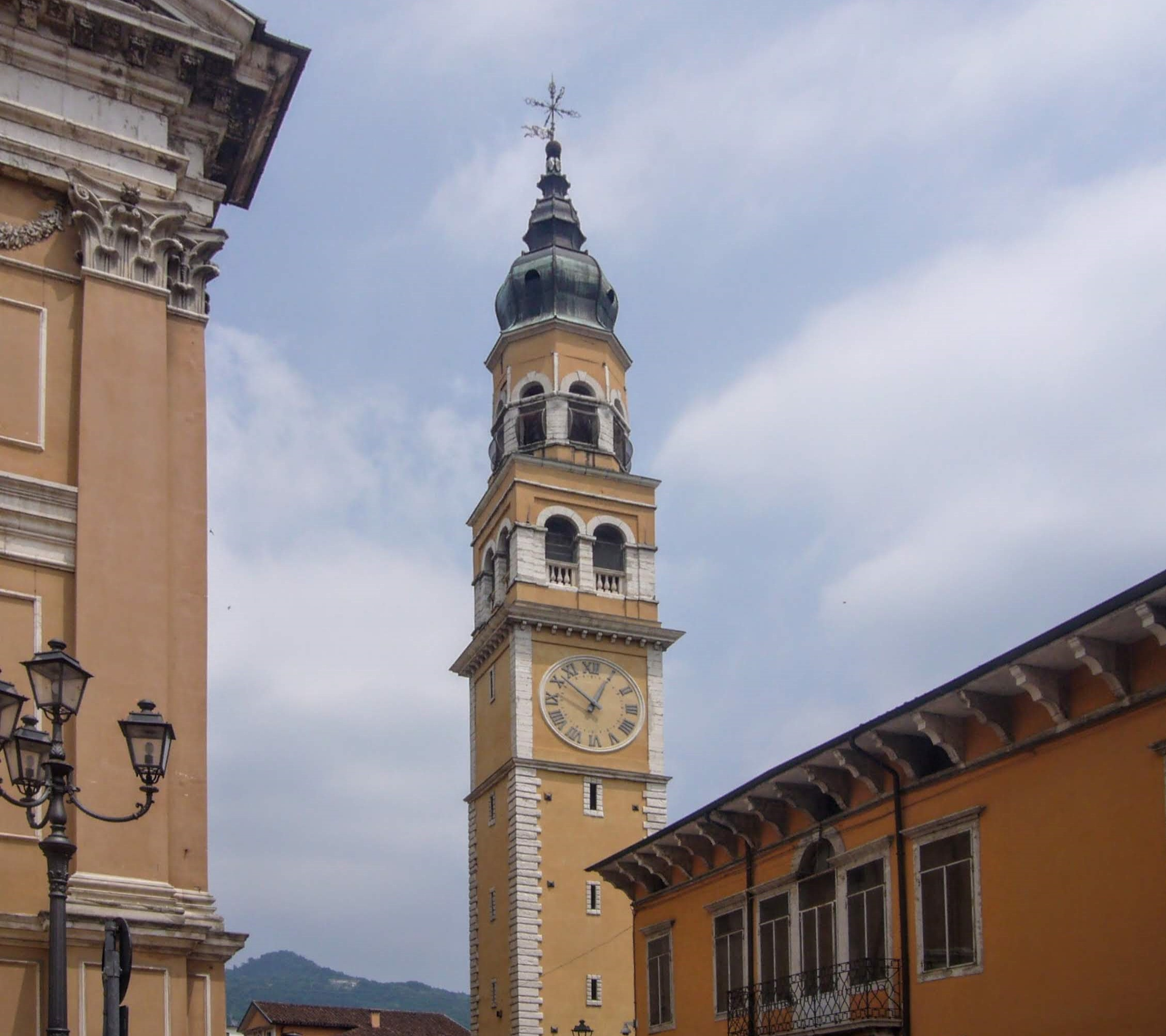
Il campanile del duomo

In centro storico, lungo Corso Italia, su ambo i lati, si trovano numerosi edifici che meritano attenzione. Di fronte a Palazzo Festari sorge Palazzo Nanti, ora sede di una Banca, altro esempio di architettura di fine Seicento. Particolare attenzione merita l'elegante chiostro situato all'interno del palazzo stesso. Confinante con Palazzo Nanti si trova il Palazzo Comunale, edificato su un preesistente edificio. Si tratta di architettura del tardo Ottocento.
Degno di nota è Palazzo Pedoni la cui facciata prospiciente il Corso e la Piazza del Comune si presenta come un'elegante espressione architettonica di ascendenza seicentesca con delicate forme barocche, riscontrabili, soprattutto nel poggiolo e nel portale.

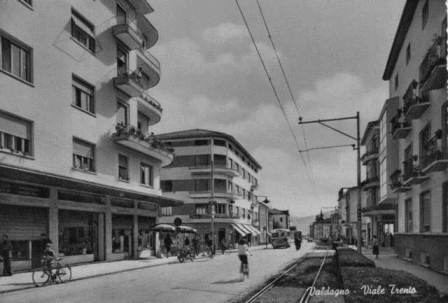
Valdagno, viale Trento, anni 50

### La Città sociale
Sulla sinistra dell'Agno, località conosciuta come Oltreagno, sorge su una vasta area un importante centro urbanizzato delimitato da ampie strade ed aiuole voluto ed edificato da Gaetano Marzotto Jr (1894-1972), su progetti dell'architetto bassanese Francesco Bonfanti.
Tale centro, denominato "la Città sociale" appare in gran parte inalterato, testimone di un progetto che voleva essere un modello culturale di integrazione tra fabbrica e società, tra dimensione famigliare e attività sociali, ricreative e sportive. Il complesso urbanistico è disposto attorno alle istituzioni sociali della Fondazione Marzotto (asilo nido, scuola materna, casa di riposo) e agli impianti ricreativi (piscina, stadio, dopolavoro aziendale); troviamo inoltre la Scuola di Musica, sede di molte realtà come l'Orchestra Giovanile "Tutto d'Un Fiato!" e l'Orchestra di archi "Archi Tesi" per non dimenticare il prestigioso Complesso Strumentale “V. E. Marzotto – Città di Valdagno” che vanta oltre un secolo di attività. Verso sud, la cittadella degli studi, con le scuole elementari, la scuola media, i licei e l'istituto tecnico industriale Marzotto. Al centro del quartiere è situata la chiesa parrocchiale di S. Gaetano.

#### La Favorita
Della Città sociale fa parte anche quello che viene considerato da molti valdagnesi il fiore all'occhiello della città, ovvero il Parco della Favorita.
Progettato negli anni trenta, su commissione di Gaetano Marzotto Jr, dagli architetti Bonfanti e Zardini, rappresenta tuttora il parco di maggiore estensione a Valdagno.
Acquistato nel 2000 dall'Amministrazione Comunale, ha avuto inizio una sostanziosa opera di riqualificazione terminata, nel 2008, con la riapertura del parco al pubblico.

### Villa Valle
È questa la villa più importante di Valdagno, sia per il valore artistico, sia per lo sviluppo volumetrico. All'epoca l'eleganza della struttura era conosciuta anche a livello regionale. Si pensa che Villa Valle sia stata progettata da Girolamo Frigimelica Roberti per poi venire eretta alla fine del Seicento e inizio Settecento.

## Società

### Evoluzione demografica
Abitanti censiti

### Etnie e minoranze straniere
Al 31 dicembre 2015 gli stranieri residenti nel comune sono 2 502, ovvero il 9,54% della popolazione. Di seguito sono riportati i gruppi più consistenti:
1. India, 559
2. Serbia, 419
3. Ghana, 314
4. Romania, 199
5. Marocco, 163
6. Albania, 156
7. Moldavia, 124
8. Ucraina, 115
9. Nigeria, 48
10. Costa d'Avorio, 40

## Cultura

### Biblioteche

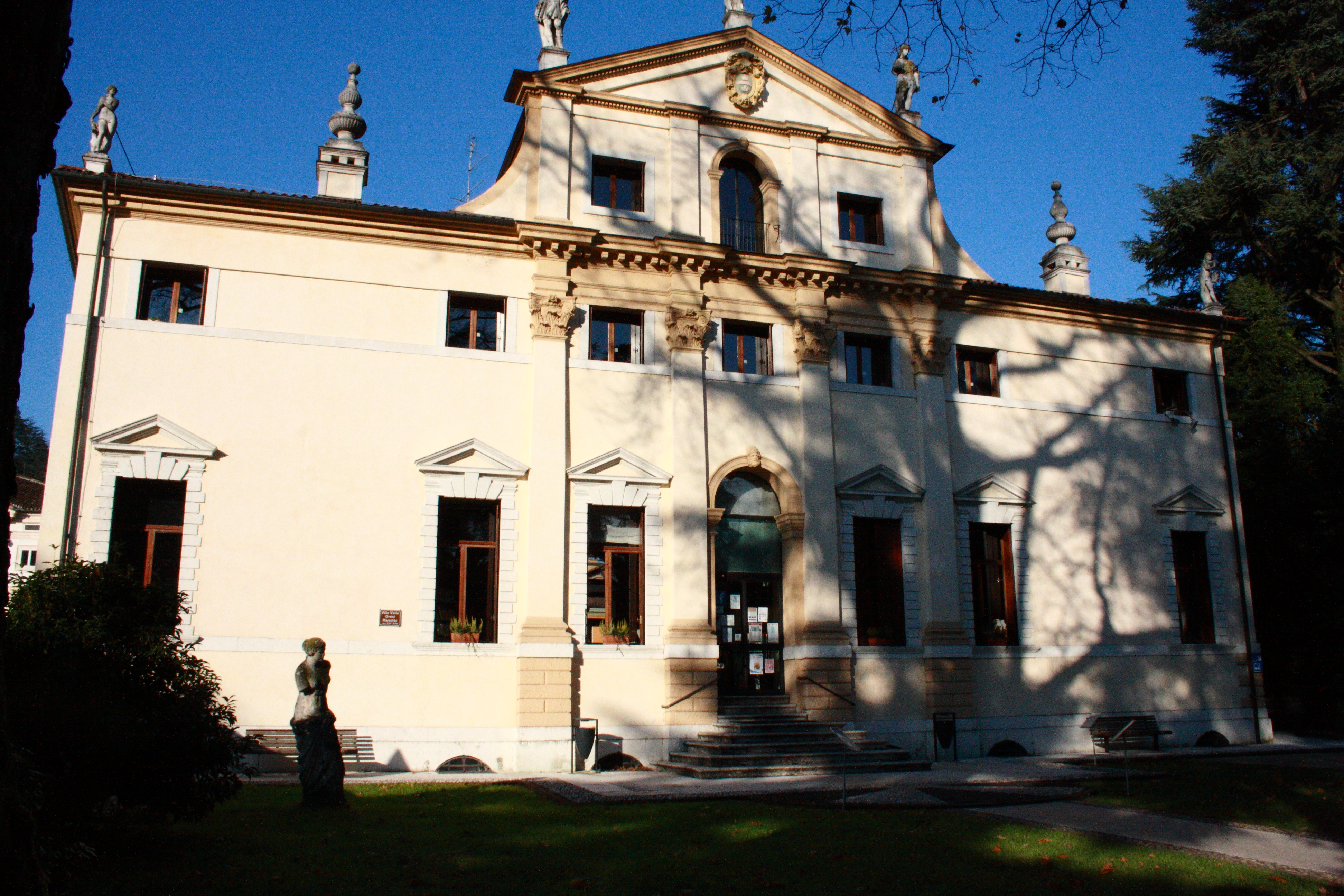
La biblioteca civica Villa Valle

La Biblioteca Civica Villa Valle nasce a Palazzo Festari nel 1956. Viene poi trasferita nel 1968 presso i locali del palazzo comunale per poi ritornare successivamente a Palazzo Festari con un patrimonio librario di circa 9000 volumi. Nel 1978 troverà spazio nei locali della biblioteca anche l'Archivio storico del Comune. Il trasferimento nella sede attuale avviene nel luglio del 1983 grazie alla donazione di Villa Valle da parte della famiglia Marzotto e la biblioteca in quel periodo contava un patrimonio di 17.000 volumi. Dal 1992 si passa a 27.000 volumi e inizia l'informatizzazione con l'adesione alla catalogazione unificata del materiale librario. Nel 1997 viene attivata la prima postazione Internet.
Oggi l'incremento librario ammonta a circa 2000 volumi annui e la biblioteca possiede circa 55.000 documenti, ma consente anche di mettere a disposizione degli utenti una biblioteca virtuale di 300.000 titoli, scambiabili attraverso il servizio bisettimanale del trasporto librario. Altri numerosi servizi sono offerti dalla biblioteca, tutti consultabili nel sito del Comune.
Presso la biblioteca è possibile consultare l'Archivio fotografico della Grande Guerra, oltre a numerosi fondi storici donati da illustri valdagnesi, tra cui Giovanni Soster, Arturo Zanuso, Ugo Nizzero, Antonio Fornasa, Domenico Cocco, Ottone Menato, Bartolomeo Sandri. 

### Musei

#### Museo Civico D. Dal Lago
Localizzazione:
Palazzo Festari - Corso Italia, 63.

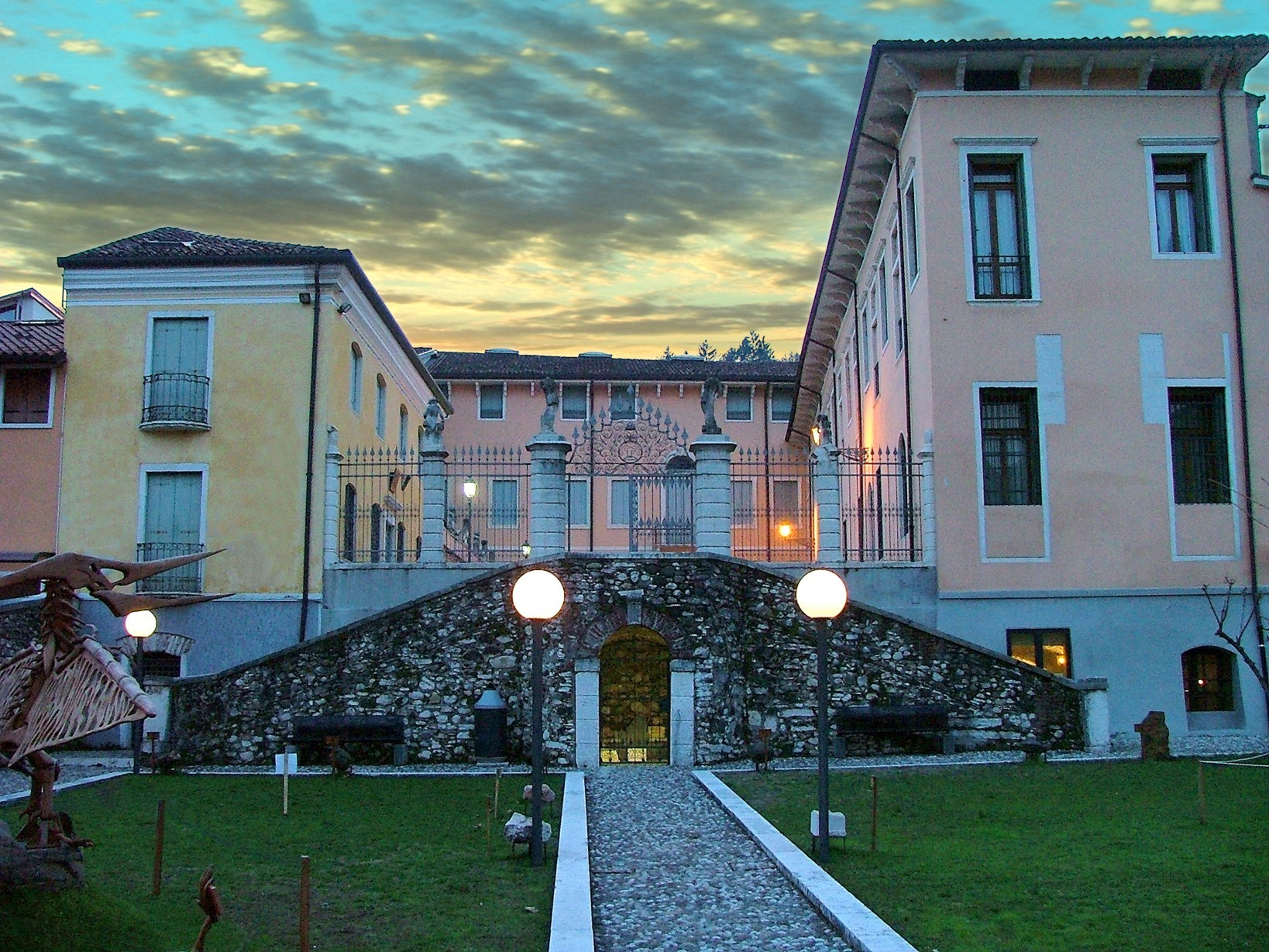
Palazzo Festari

Il Museo Civico “D. Dal Lago” nasce grazie a una ricca collezione da parte del dott. Domenico dal Lago che comprendeva prevalentemente fossili (ricci di mare, di granchi, di ammoniti ed anche di interessanti impronte di antichi rettili). Il Museo viene inaugurato presso Villa Valle nel 1995 e trasferito a Palazzo Festari nel 1999 dove si trova ancora adesso. Oltre alla raccolta di fossili custodisce anche materiali rinvenuti negli ultimi anni durante scavi e ritrovamenti occasionali che interessano principalmente sia la geologia, la paleontologia e l'archeologia e inoltre anche bellissime tavole dipinte, che riproducono i reperti all'interno del loro habitat naturale. Il Museo vuole anche stimolare la curiosità permettendo ai suoi visitatori di toccare alcuni campioni che sono esposti proprio per essere osservati da vicino. Nel brolo di Palazzo Festari, il giardino annesso all'edificio, sono state collocate due maestose riproduzioni di sauri lignei ed alcune piante che vivevano, con lo stesso aspetto, 300 milioni di anni fa. Anche l'uomo ha lasciato le sue tracce nel territorio e numerosi sono stati i ritrovamenti degli antichi abitanti della Valle i quali diedero vita ad una comunità che, generazione dopo generazione, andò servendosi dei boschi, dei terreni adatti al pascolo e alle coltivazioni e soprattutto dell'acqua; questi uomini del passato certo non immaginavano che i pezzi dei loro vasi, i piccoli utensili di uso quotidiano ecc. sarebbero poi stati studiati con cura, ed esposti per la curiosità di tutti.

#### Museo delle Macchine Tessili
Localizzazione:
I.T.I.S. "V.E. Marzotto" – Via Carducci, 9.
Il Museo delle Macchine Tessili è allestito in una parte dei Laboratori di filatura, preparazione e tessitura dell'Istituto Tecnico Industriale "V. E. Marzotto", prestigiosa istituzione scolastica che per tanti anni rappresentò il più importante punto di riferimento per le aziende tessili del Triveneto. Questa sede venne fatta costruire da Gaetano Marzotto nel 1936 all'interno della “città sociale”. Lo spazio riservato al Museo ha una struttura di tipo capannone industriale con colonne e travi in calcestruzzo armato. All'interno ci sono gli impianti più caratteristici che risultano essere il montacarichi con il piano interrato e l'impianto di umidificazione e nebulizzazione. L'esposizione, supportata da pannelli fotografici e schede esplicative, si articola in 4 sezioni e in 2 aree interpretative. Nascono così scuole tecniche di vario livello e nel 1942 viene istituito l'Istituto Tecnico Industriale. La lavorazione della lana conosce un notevole sviluppo alla fine del 700 e alla successiva crisi dell'epoca napoleonica sopravvive solamente l'azienda di Luigi Marzotto. Nel 1800 la ditta si espande introducendo nuove tecnologie. Nei decenni successivi si aggiunsero altri macchinari che fecero dell'istituto un importante punto di riferimento per le aziende tessili del territorio. Questo museo ha iniziato la sua attività nel 1999 ed è andato poi completandosi negli anni successivi con l'intento di testimoniare il progresso tecnologico di un settore produttivo che ha segnato profondamente città e territorio.

### Teatri

#### Teatro Rivoli
Si può considerare un teatro che a Valdagno ha fatto storia; la sua struttura è ancora oggi presente, ma è stata dimenticata ed abbandonata. Venne costruito verso la fine degli anni ‘30, venne definito come il più grande teatro del Veneto; 1861 posti in onore all'Unità d'Italia. Un teatro ricco di storia che venne battezzato con il nome di Teatro Impero. Inaugurato nel 1937, è l'edificio che, tra tutti quelli della città sociale, ha avuto la storia più travagliata ed un finale decisamente infelice in 45 anni di vita. Conserva ricordi di gloria del passato, la struttura oggi è intatta, ma chiunque farebbe fatica a riconoscere nell'edificio un teatro, non conoscendone la storia. Il teatro nel '37 era simbolo dell'idee politiche del tempo. Gli venne dato il nome Impero per confermare il sodalizio con il regime. Venne costruito per donare alla città ed ai propri lavoratori uno svago dopo il lavoro, ma anche come monumento simbolico della grandezza e dell'imponenza del regime e di Marzotto. La struttura stessa è palesemente fascista. L'ingegnere che progettò il Teatro ed anche tutta la città sociale fu Francesco Bonfanti che rivisita lo stile classico monumentale caro al fascismo.
Con la fine della guerra l'Impero cambia nome: per pochi anni viene chiamato Teatro del Popolo ed al suo interno ospita accese riunioni socialiste. Negli anni '50 il clima politico si riassesta e al teatro viene dato il nome definitivo: Cinema Teatro Rivoli. Viene realizzata una nuova facciata alla fine degli anni quaranta dall'artista veneziano Giuseppe Santomaso. Il Teatro diventa portavoce dell'arte contemporanea.
Il teatro è stato spesso anche palcoscenico per le esibizioni del Complesso Strumentale Vittorio Emanuele Marzotto. Durante gli anni successivi e con l'avvento della televisione il Teatro inizia a perdere introiti, i costi diventano difficili da sostenere. La crisi colpisce il Rivoli quando viene smantellata la facciata e al suo posto vengono costruiti degli appartamenti tuttora esistenti. La famiglia che allora ne era la proprietaria, avendo un altro cinema nella Vallata molto più piccolo e meno dispendioso decise di chiudere il Teatro Rivoli il 30 giugno del 1981.

### Istruzione Primaria e Secondaria della Vallata
A Valdagno hanno sede trenta scuole pubbliche e private: undici scuole per l'infanzia, sette scuole primarie e due scuole secondarie di primo grado.
1. Scuole dell'Infanzia: Don Minzoni (Ponte dei Nori), Marzotto, S. Clemente, Sacro Cuore, Maria Ausiliatrice, Maglio di Sopra, Castelvecchio.
2. Scuole primarie: Borne, Novale, S.Quirico, Piana, Ponte dei Nori, Manzoni e Maglio di Sopra;
3. Scuole Secondarie di I Grado: Istituto Comprensivo Valdagno 1 (Novale), Istituto Comprensivo Valdagno 2 (I. M. Garbin, Valdagno)

Sono presenti inoltre cinque scuole secondarie di secondo grado:
- Liceo: Istituto d'Istruzione Superiore "G. G. Trissino": liceo classico, linguistico, scientifico tradizionale e scienze applicate, scienze umane opzione economico-sociale, liceo artistico (sede aggregata) [dall'anno scolastico 2020/2021 partirà la sperimentazione a settimana corta, già approvata da diversi anni negli altri istituti];
- Istituti Tecnici/Professionali: Istituto d'Istruzione Superiore "Marzotto - Luzzatti", fusione tra:

1. Istituto Tecnico Industriale (ITI, già ITISVEM) "V. E. Marzotto";
2. Istituto Tecnico Economico (ITE, già Istituto Tecnico Commerciale spesso conosciuto come ragioneria) "Luigi Luzzatti";
3. Istituto Professionale (IP, già IPSIA "Sergio Perin") "Luigi Luzzatti"

## Geografia antropica

### Uso pedonale e aree parcheggi
Il centro storico fa da centro della comunità non solo di Valdagno ma dell'intera valle, questo per la densità d'uso da parte della popolazione nelle occasioni di festività ed eventi, ritrovi e appuntamenti socio-culturali, ma soprattutto diventa un punto di incontro tra giovani, poiché resta interamente chiuso al traffico veicolare e rimane, invece, particolarmente frequentata l'antica direttrice stradale.
Per dare al centro un'immagine di migliore vivibilità, si è dato l'esclusivo uso pedonale dei suoi spazi pubblici. In questo modo diventa un luogo con la possibilità di essere visitato, dove tutti possono passeggiare e passare del tempo in piena sicurezza e anche un luogo in cui diventa piacevole abitare, privo di rumori e gas di scarico veicolari.
Per fare ciò si è limitato il transito automobilistico ai soli residenti, si sono predisposti parcheggi a pagamento e con disco orario sul limite del centro antico per liberare piazze e slarghi dalla funzione di parcheggio e si sono creati numerosi percorsi pedonali perpendicolari a Corso Italia, per migliorare l'accessibilità dalle aree a parcheggio e dal resto della città.
L'uso pedonale richiede una maggiore accessibilità automobilistica ai margini del centro storico.
Per questo si sono creati degli spazi per parcheggi, realizzati in superficie, interrati e/o su più piani, con la trasformazione dei margini urbani in aree di parcheggio come foro Boario, Villa Serena, area SVT, piazzale “Cinema Super” e lungo tutta la strada Destra Agno. Si è realizzato, inoltre, un sistema di percorsi pedonali verticali di collegamento fra Viale Trento e Corso Italia per facilitare l'accesso da tali aree.

### Asse viario di via Sette Martiri/ Viale Trento
La circonvallazione est consente di convogliare all'esterno del centro della città il traffico di attraversamento nord-sud. Questa, libera in parte il traffico di Viale Trento e Via Sette Martiri. Tale asse è ora sede di traffico lento, che consente una buona convivenza delle automobili, dei mezzi pubblici e dei pedoni, in condizione di sicurezza reciproca. Si sono creati dei parcheggi lungo tutto l'asse, soprattutto vicino alle aree commerciali e al centro storico e inoltre si sono completati i tratti di pista ciclabile, avendo così un percorso continuo lungo tutto l'asse che si inserisce nel sistema complessivo cittadino.

### Frazioni
Valdagno si divide nelle seguenti frazioni (da nord a sud): San Quirico, Novale, Maglio di Sopra, Campotamaso, Castelvecchio, Cerealto, Ponte dei Nori, Piana, Massignani Alti.

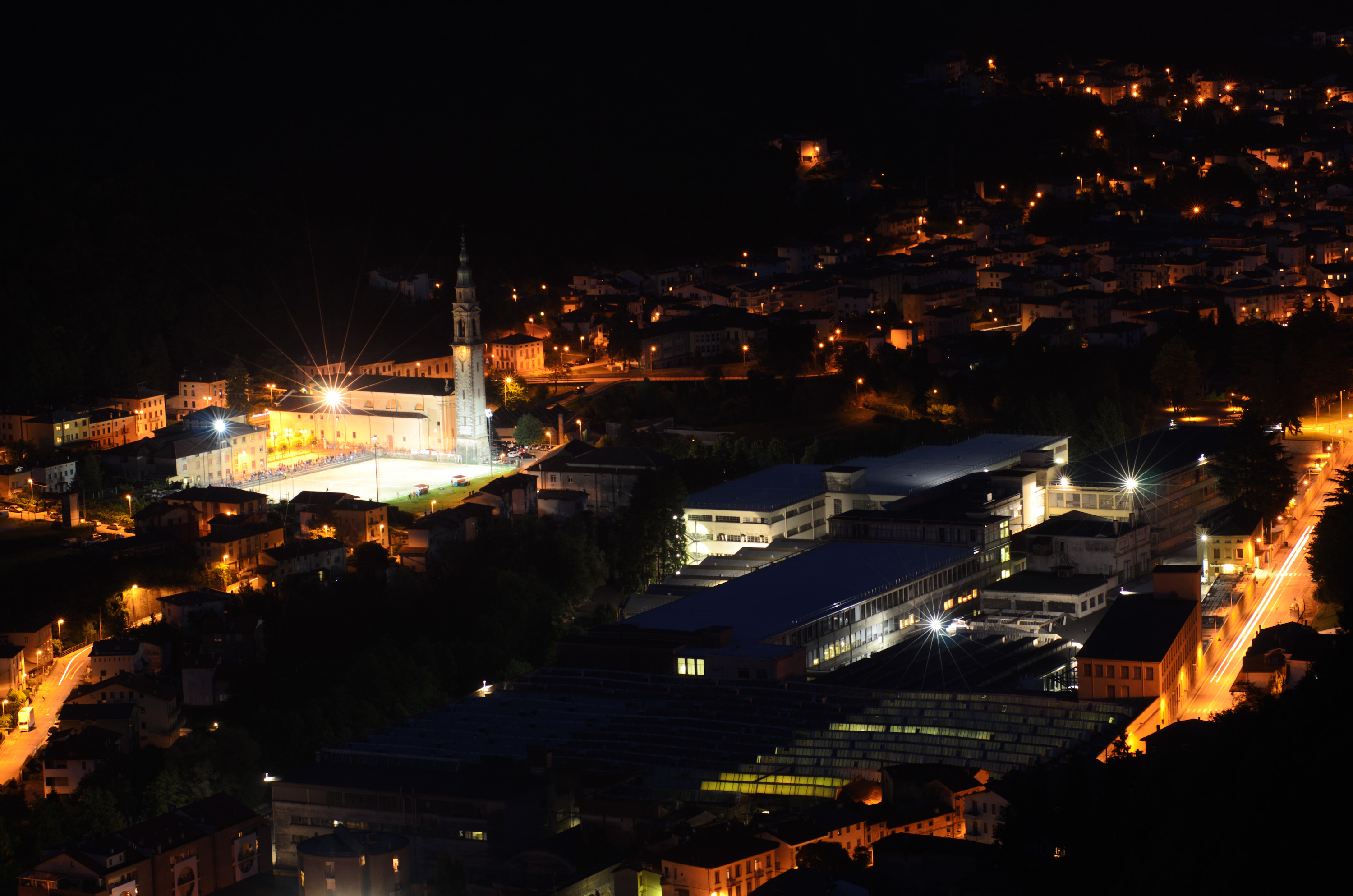
Il quartiere di Novale fotografato dalla Chiesetta di Santa Maria di Panisacco.

#### Novale
Novale deve il suo nome a "terra Novalis", cioè terre svegrate per praticarne l'agricoltura. Il primo insediamento abitativo, testimoniato ancora prima del 1300, fu Meneore, l'attuale contrada Menovre.

Il territorio è segnato da diverse piccole valli parallele tra loro, tra cui Valle Castrazzano, Valle Rialbo, Val Rossia, Valle dell'Oro, Val Riberta e Val Grossa.

Novale era un comune autonomo limitrofo a Valdagno, da cui si staccò nel 1569. Tornerà poi ad essere frazione di Valdagno nel maggio 1924, dopo le dimissioni dell'ultima Amministrazione Comunale. Il suo campanile, uno dei più alti e antichi del vicentino, è stato costruito nel 1904.

Novale conta oggi circa 6 000 abitanti.

Ogni anno a Carnevale si svolge una sfilata di carri allegorici. La sagra paesana si tiene la terza domenica di settembre. A livello sportivo, dagli anni '80 fino ai primi anni 2000 è stato organizzato il torneo di calcio "Coppa d'Oro", celebre in almeno tutto il territorio vicentino. Oggi ne ha raccolto l'"eredità" il torneo "Se Vedemo Al Terso Tempo", che raggiunge nel giugno 2019 la sua sedicesima edizione.

#### Piana
Anche Piana è stato un comune autonomo limitrofo a Valdagno. Questa frazione di Valdagno, che oggi conta circa 2 300 abitanti, sorge su un piccolo altopiano situato nella zona sud del comune.
La Chiesa di Piana risulta essere una delle più antiche presenti in vallata.
Famosa è la sua "sagra" paesana in onore a san Giuseppe, suo patrono oltre a san Valentino, che viene festeggiata il 1º maggio.

## Infrastrutture e trasporti
Il trasporto pubblico a Valdagno è garantito da autocorse svolte dalla società Ferrovie e Tramvie Vicentine (FTV). Convertita nel 2016 a Società Vicentina Trasporti (SVT)
Fra il 1880 e il 1980 la città venne servita da una delle principali stazioni della tranvia Vicenza-Valdagno-Recoaro Terme/Chiampo, gestita anch'essa dalle FTV.

## Amministrazione

### Sindaci dal 1866 al 1946
| Periodo | Periodo | Primo cittadino            | Partito          | Carica  | Note                    |
| ------- | ------- | -------------------------- | ---------------- | ------- | ----------------------- |
| 1866    | 1874    | Gaetano Marzotto Sr        |                  | Sindaco |                         |
| 1874    | 1879    | Lodovico Festari           |                  | Sindaco |                         |
| 1879    | 1880    | Giuseppe Rottigni          |                  | Sindaco |                         |
| 1881    | 1889    | Gaetano Pizzati            |                  | Sindaco |                         |
| 1890    | 1903    | Giovanni Battista Gajanigo |                  | Sindaco |                         |
| 1903    | 1906    | Domenico Zanuso            |                  | Sindaco |                         |
| 1906    | 1910    | Adriano Zanella            |                  | Sindaco |                         |
| 1911    | 1913    | Emilio Pizzati             |                  | Sindaco |                         |
| 1916    | 1920    | Natale Marzotto            |                  | Sindaco |                         |
| 1920    | 1926    | Girolamo Dalle Ore         |                  | Sindaco |                         |
| 1926    | 1929    | Girolamo Dalle Ore         | PNF              | Podestà |                         |
| 1930    | 1934    | Carlo Pizzati              | PNF              | Podestà |                         |
| 1934    | 1936    | Giovanni Papesso           | PNF              | Podestà |                         |
| 1937    | 1941    | Renzo Simionati            | PNF              | Podestà |                         |
| 1942    | 1943    | Ettore Crosara             | PNF              | Podestà |                         |
| 1945    | 1945    | Francesco Zanotelli        | Partito d'Azione | Sindaco | Giunta nominata dal Cln |
| 1945    | 1946    | Sergio Perin               | Partito d'Azione | Sindaco | Giunta nominata dal Cln |

### Sindaci dal 1946
| Nominativo                                           | Nominativo                                        | Partito / Coalizione                              | Periodo                                           | Elezione                                          |
| Sindaci eletti dal Consiglio comunale (1946-1995)    | Sindaci eletti dal Consiglio comunale (1946-1995) | Sindaci eletti dal Consiglio comunale (1946-1995) | Sindaci eletti dal Consiglio comunale (1946-1995) | Sindaci eletti dal Consiglio comunale (1946-1995) |
| ---------------------------------------------------- | ------------------------------------------------- | ------------------------------------------------- | ------------------------------------------------- | ------------------------------------------------- |
|                                                      | Francesco Benetti                                 | Democrazia Cristiana                              | 1946                                              | 1946                                              |
|                                                      | Giovanni Battista Lora                            | Democrazia Cristiana                              | 1946-1951                                         | (1946)                                            |
|                                                      | Costantino Lora                                   | Democrazia Cristiana                              | 1951-1958                                         | 1951                                              |
| 1956                                                 | Costantino Lora                                   | Democrazia Cristiana                              | 1951-1958                                         |                                                   |
|                                                      | Rolando Spanevello                                | Democrazia Cristiana                              | 1958-1967                                         | (1956)                                            |
| 1960                                                 | Rolando Spanevello                                | Democrazia Cristiana                              | 1958-1967                                         |                                                   |
| 1964                                                 | Rolando Spanevello                                | Democrazia Cristiana                              | 1958-1967                                         |                                                   |
|                                                      | Bruno Cisotto                                     | Democrazia Cristiana                              | 1967-1968                                         | (1964)                                            |
|                                                      | Luigi Visonà                                      | Democrazia Cristiana                              | 1968-1975                                         | (1964)                                            |
| 1970                                                 | Luigi Visonà                                      | Democrazia Cristiana                              | 1968-1975                                         |                                                   |
|                                                      | Gaetano Bressan                                   | Democrazia Cristiana                              | 1975-1992                                         | 1975                                              |
| 1980                                                 | Gaetano Bressan                                   | Democrazia Cristiana                              | 1975-1992                                         |                                                   |
| 1985                                                 | Gaetano Bressan                                   | Democrazia Cristiana                              | 1975-1992                                         |                                                   |
| 1990                                                 | Gaetano Bressan                                   | Democrazia Cristiana                              | 1975-1992                                         |                                                   |
|                                                      | Maurizio Dal Lago                                 | Democrazia Cristiana                              | 1992-1995                                         | (1990)                                            |
| Sindaci eletti direttamente dai cittadini (dal 1995) |                                                   |                                                   |                                                   |                                                   |
|                                                      | Lorenzo Bosetti                                   | Centro-sinistra                                   | 1995-2004                                         | 1995                                              |
| 1999                                                 | Lorenzo Bosetti                                   | Centro-sinistra                                   | 1995-2004                                         |                                                   |
|                                                      | Alberto Neri                                      | Centro-sinistra                                   | 2004-2014                                         | 2004                                              |
| 2009                                                 | Alberto Neri                                      | Centro-sinistra                                   | 2004-2014                                         |                                                   |
|                                                      | Giancarlo Acerbi                                  | Centro-sinistra                                   | 2014-2024                                         | 2014                                              |
| 2019                                                 | Giancarlo Acerbi                                  | Centro-sinistra                                   | 2014-2024                                         |                                                   |
|                                                      | Maurizio Zordan                                   | L.c. Valdagno Bene Comune                         | 2024-in carica                                    | 2024                                              |

### Gemellaggi
- Prien am Chiemsee, dal 1987
- Città della Speranza

### Variazioni
La circoscrizione territoriale ha subito le seguenti modifiche: nel 1928 aggregazione di territori del soppresso comune di Novale.

## Sport

### Calcio

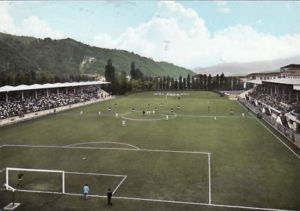
Lo Stadio dei Fiori durante una partita di calcio.

La principale società calcistica della località è il Football Club Valdagno.
Il Real Valdagno, è stata fino al 2012, la principale società calcistica della località. Seppur non partecipi ad alcun campionato come prima squadra è comunque attiva a livello di settore giovanile e scolastico, rappresentando il principale vivaio calcistico del comune. Visse il suo periodo di massima popolarità nel corso degli anni cinquanta, quando militò in Serie B con il nome di A.C. Marzotto.
Dal 2012 al 2014 a rappresentare il calcio a Valdagno, è stato il Trissino Valdagno, nata dall'unione di A.S.D. Trissino e A.C. Nuova Valdagno, che nell'estate 2014 si è ulteriormente fuso con il Calcio Marano di Marano Vicentino assumendo la denominazione F.C.D. Altovicentino, che ha poi preso il nome attuale in seguito alla rifondazione del 2017.

### Hockey
Come molti altri centri del vicentino Valdagno vanta una grandissima tradizione nell'hockey su pista, con numerosi campionati di Serie A1 disputati.
Ha disputato varie edizioni delle coppe europee, raggiungendo per tre volte la fase finale della Champions League eliminata dal Barcellona, dal Porto e dal Deportivo La Curuna.
Ha raggiunto la finale di Coppa Cers persa ai rigori contro il Tenerife.
Risale al 1938 la fondazione della Società CRAL Marzotto che divenne poi Hockey Marzotto Valdagno. Ha vinto tre Scudetti, due Coppe Italia, tre Supercoppe Italiane e una Coppa di Lega di Serie A2.

### Impianti sportivi
Valdagno dispone di vari campi da calcio in erba naturale, tra cui due di dimensioni regolamentari: lo Stadio dei Fiori, della capienza di 6000 posti, ed il Palazzetto dello Sport con annessa pista di atletica.
Sono presenti inoltre, una piscina coperta, campi da tennis e da calcetto indoor, campi da calcetto in erba sintetica, una pista da hockey, denominata Pista Lido, e due campi da basket. Nel 2008 è stato inaugurato un nuovo impianto polivalente che prende il nome di Palalido, destinato ad ospitare vari avvenimenti sportivi, tra cui, le gare di Hockey su pista di serie A1.

## Galleria d'immagini

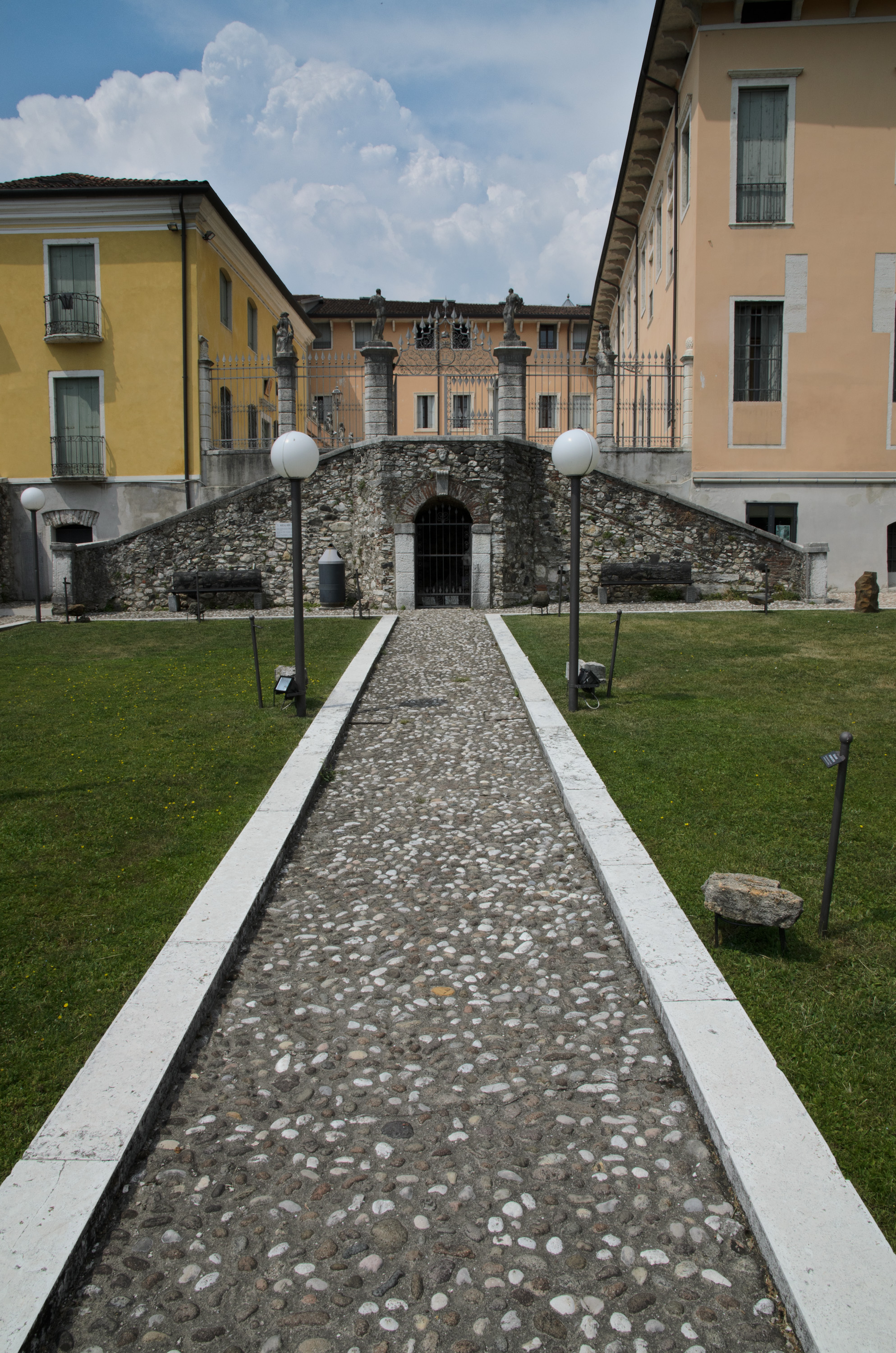
Il Brolo di Palazzo Festari.
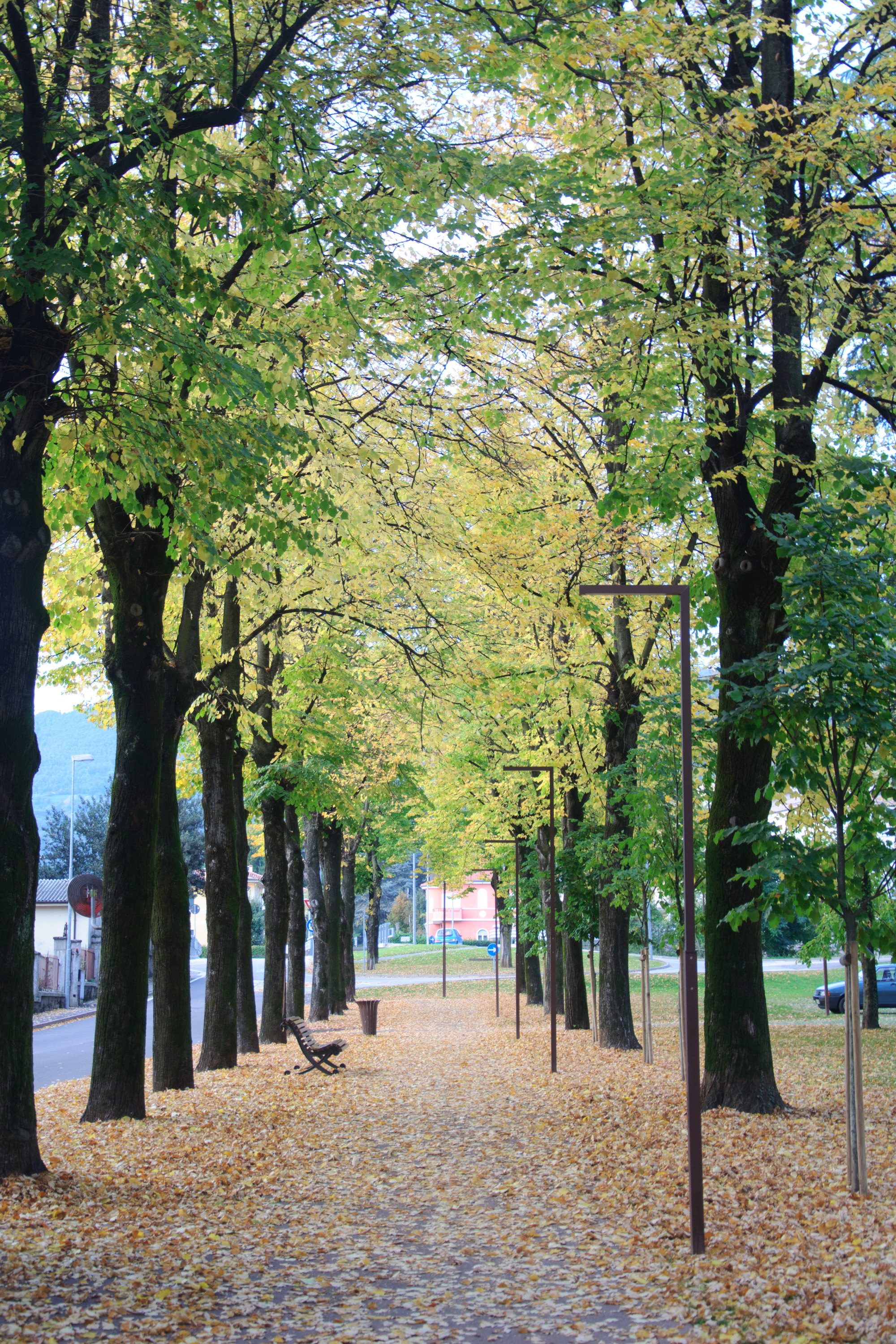
Un viale pedonale al Parco della Favorita.
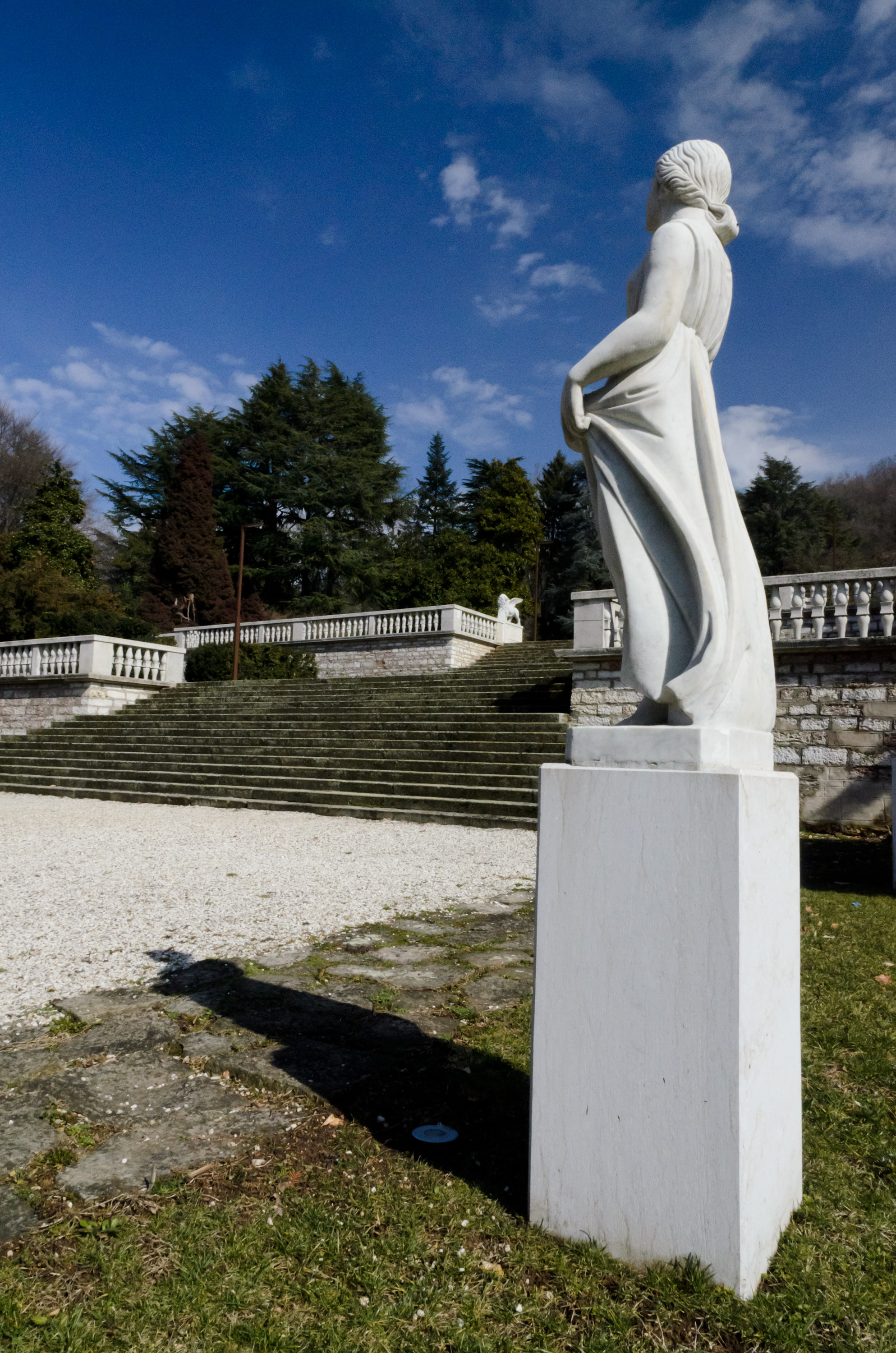
La scalinata d'ingresso al Parco della Favorita.
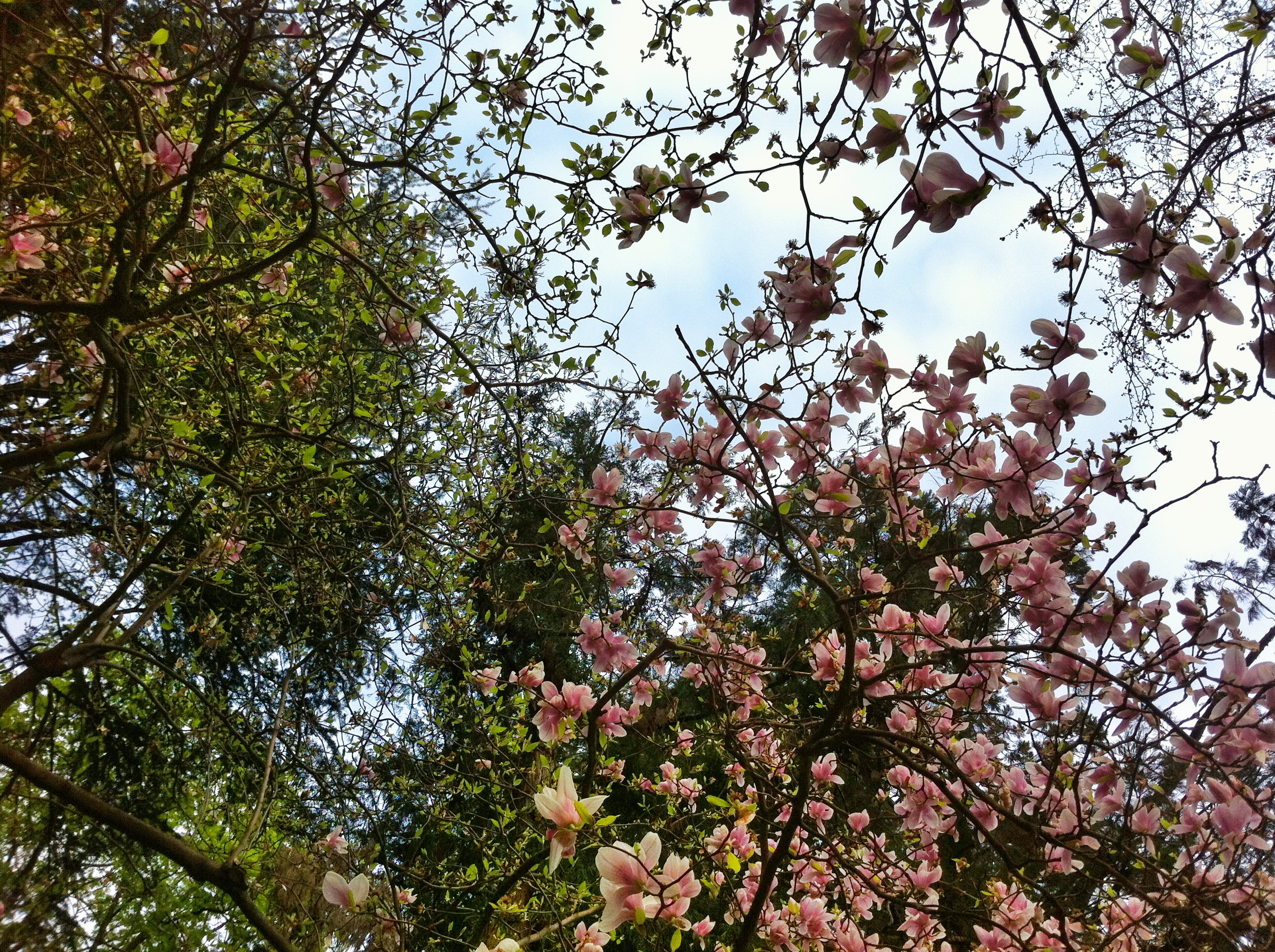
Biodiversità al Parco della Favorita.
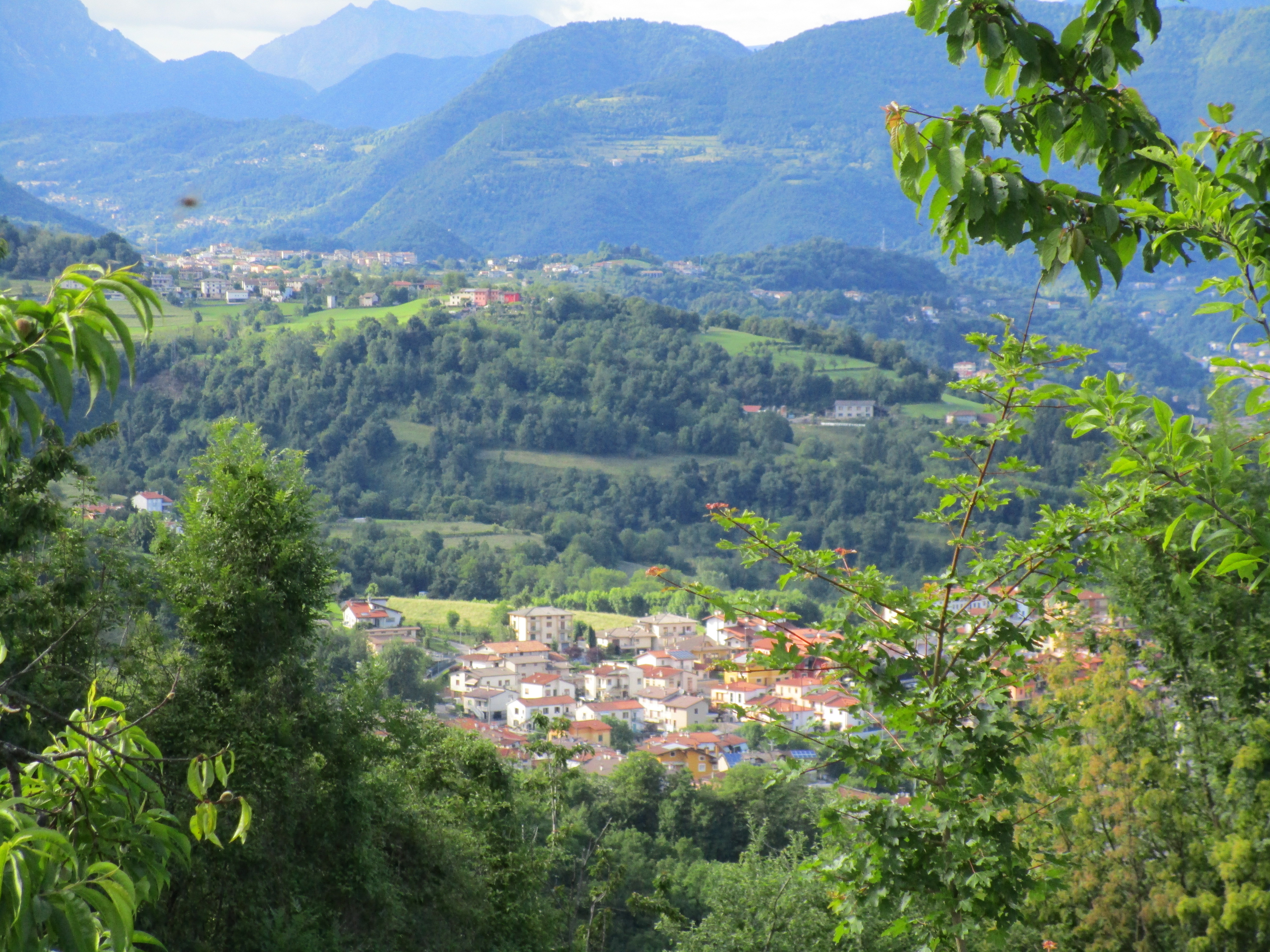
Vista parziale della vallata da frazione Piana di Valdagno